# Lindano
El lindano (nombre químico: 1,2,3,4,5,6-hexaclorociclohexano) también conocido como gamma-hexachlorociclohexano, (γ-HCH), Gamexane, Gammaxene, Gammallin,  es un halogenuro de alquilo con fórmula molecular C6H6Cl6. También se conoce comercialmente con el nombre de lindano o lindane, tiene actividad de insecticida prohibido en todas sus formulaciones y usos por ser dañino para la salud humana y el ambiente; pero tan solo presenta niveles notables de tal actividad el isómero ɤ-hexaclorociclohexano. Fue descubierto por Teunis van der Linden de la Universidad de Ámsterdam, Países Bajos.

α-HCH
β-HCH
Lindano

## Resumen de la medida de prohibición
El lindano fue excluido de la lista de sustancias activas autorizadas para el uso en productos de protección de plantas en 1991 bajo la Ley para protección de plantas contra plagas y pestes en muchos países debido a que el tóxico se acumula en las grasas del organismo y es cancerígeno. 
Está prohibida la producción, uso y comercialización de todos los productos de protección de plantas que contengan lindano.
El lindano está designado como un producto químico CFP.
Está permitida la importación y uso del producto químico para la investigación o propósitos de laboratorio en cantidades menores de 10 kg.
El lindano era uno de los compuestos activos principales del yacutin y fue por este motivo su eliminación como insecticida cutáneo contra la escabiosis o sarna.

## Peligros y riesgos conocidos respecto a la salud humana
El lindano es un insecticida organoclorado que es moderadamente tóxico y puede ser moderadamente peligroso para los humanos si se manipula incorrectamente o sin precaución. Es bastante persistente en el ambiente. Es por tanto esencial que se observen las correctas precauciones durante su manipulación y uso. Las sintomatologías presentada por intoxicación con lindano son: náusea, inquietud, dolor de cabeza, vómito, temblor, ataxia, convulsiones tónico-clónicas y/o cambios en las pautas del EEG. Puede concluirse de unos cuantos estudios agudos y a corto plazo en los seres humanos. A un nivel de dosis de aproximadamente 1 mg/kg peso corpóreo, no induce envenenamiento pero a un nivel de dosis de 15-17 mg/kg peso corpóreo dará lugar a síntomas de intoxicación grave.
Aproximadamente el 10% de una dosis aplicada vía dérmica se absorbe a través de la piel humana, pero la absorción aumenta si la piel está dañada.
Por otra parte, un estudio francés de 2009 del INSERM y de la Universidad Pierre y Marie Curie realizado con agricultores que sufren de la enfermedad de Parkinson, estima que la exposición al lindano y al DDT duplican el riesgo de contraer Parkinson.

## Peligros y riesgos conocidos respecto al ambiente
El lindano puede representar un peligro tóxico para las especies acuáticas y terrestres. Puede entrar en la cadena alimentaria y dar lugar a bioacumulación y biomagnificación, específicamente para los peces; es también bastante persistente en el ambiente. En el caso de un importante incidente de contaminación ambiental, debería llevarse a cabo un apropiado control.
En diversas regiones de España, como el Alto Aragón, se encuentran apreciables concentraciones de residuos de lindano en el agua, debido a vertidos incontrolados de HCH por parte de fábricas químicas, al punto que incluso durante la pandemia de Covid-19 el Gobierno de Aragón consideró su limpieza entre las actividades esenciales no sujetas a restricción por cuarentena.